# Joanna Maranhão
Joanna de Albuquerque Maranhão Bezerra de Melo, född 29 april 1987, är en brasiliansk simmare. Hon har tävlat vid olympiska sommarspelen fyra gånger.
Maranhão tävlade i tre grenar för Brasilien vid olympiska sommarspelen 2004 i Aten. Hon slutade på femteplats på 400 meter medley och tog sig till semifinalen på 200 meter medley. Maranhão var även en del av Brasiliens lag som slutade på sjundeplats på 4 x 200 meter frisim.
Vid olympiska sommarspelen 2008 i Peking tävlade Maranhão i tre grenar. Hon blev utslagen i försöksheatet på 200 meter fjärilsim, 200 meter medley och 400 meter medley. Vid olympiska sommarspelen 2012 i London tävlade Maranhão i två grenar. Hon tog sig till semifinal på 200 meter medley och blev utslagen i försöksheatet på 200 meter fjärilsim.
Vid olympiska sommarspelen 2016 i Rio de Janeiro tävlade Maranhão i tre grenar. Hon blev utslagen i försöksheatet på 200 meter fjärilsim, 200 meter medley och 400 meter medley.